# Ульріх Боровка
Ульріх Боровка (нім. Ulrich Borowka, нар. 19 травня 1962, Менден) — німецький футболіст, що грав на позиції захисника. По завершенні ігрової кар'єри — тренер.
Виступав, зокрема, за клуб «Вердер», а також національну збірну Німеччини.
Дворазовий чемпіон Німеччини. Дворазовий володар Кубка Німеччини. Триразовий володар Суперкубка Німеччини. Володар Кубка Кубків УЄФА. 

## Клубна кар'єра
У дорослому футболі дебютував 1981 року виступами за команду клубу «Боруссія» (Менхенгладбах), в якій провів п'ять сезонів, взявши участь у 149 матчах чемпіонату. 
Своєю грою за цю команду привернув увагу представників тренерського штабу клубу «Вердер», до складу якого приєднався 1987 року. Відіграв за бременський клуб наступні дев'ять сезонів своєї ігрової кар'єри. Більшість часу, проведеного у складі «Вердера», був основним гравцем захисту команди. За цей час двічі виборював титул чемпіона Німеччини, ставав володарем Кубка Німеччини (також двічі), володарем Суперкубка Німеччини (тричі), володарем Кубка Кубків УЄФА.
Протягом 1996—1997 років захищав кольори команди клубу «Ганновер 96».
Завершив професійну ігрову кар'єру 1997 року, провівши декілька матчів за польський «Відзев».

## Виступи за збірну
1988 року дебютував в офіційних матчах у складі національної збірної Німеччини. Провів того року у формі головної команди країни 6 матчів.
У складі збірної був учасником домашнього для німців чемпіонату Європи 1988 року, на якому взяв участь в усіх чотирьох іграх команди господарів — три гри групового етапу та програний з рахунком 1:2 збірній Нідерландів півфінальний матч.

## Кар'єра тренера
Розпочав тренерську кар'єру відразу ж по завершенні кар'єри гравця, 1997 року, очоливши тренерський штаб клубу однієї з німецьких регіональних ліг «Обернойланд».
Згодом у першій половині 2000-х працював з регіональнимі берлінськими командами  «Берлін Атлетик» і «Туркіємспор Берлін».

## Титули і досягнення
- Чемпіон Німеччини (2):

«Вердер»: 1987-1988, 1992-1993
- Володар Кубка Німеччини (2):

«Вердер»: 1990-1991, 1993-1994
- Володар Суперкубка Німеччини (3):

«Вердер»: 1988, 1993, 1994
- Володар Кубка Кубків УЄФА (1):

«Вердер»: 1991-1992